# Ton vice est une chambre close dont moi seul ai la clé
Série Trilogie du vice
Toutes les couleurs du vice
(1972)
Pour plus de détails, voir Fiche technique et Distribution.
Ton vice est une chambre close dont moi seul ai la clé (Il tuo vizio è una stanza chiusa e solo io ne ho la chiave) est un giallo italien réalisé par Sergio Martino, sorti en 1972. Il s'agit d'une adaptation de la célèbre nouvelle Le Chat noir (1843) d'Edgar Allan Poe.
Il s'agit du quatrième giallo de Martino. Le titre du film fait référence à son premier film, L'Étrange Vice de madame Wardh (1971), dans lequel le tueur laisse cette phrase en guise de note à sa victime. Dans ce film, la victime était interprétée par Edwige Fenech. Le film a été distribué sous plusieurs titres alternatifs, dont L'Œil du chat noir ou L'Escalade de l'horreur.
Le film suit Oliviero qui est un ancien grand écrivain qui a perdu son inspiration et vit dans une ferme avec sa femme, tandis que sa mère décédée domine son existence et son imagination. Parallèlement, il a des liaisons avec une ancienne écolière et la servante de leur maison. Lorsque son ancienne élève est retrouvée assassinée, la police le considère comme le suspect numéro un. Les choses se compliquent encore lorsque sa jeune, belle et confiante nièce, Floriana, vient vivre avec eux. Au milieu de tout cela, le chat noir d'Oliviero, qui fait horreur à sa femme Irène, joue un rôle curieux.

## Synopsis
Oliviero Rouvigny, écrivain raté et alcoolique, vit dans un manoir délabré avec sa femme Irina. Irina a peur du chat d'Oliviero, Satan, qui appartenait à Esther, la défunte mère d'Oliviero. La seule autre habitante est la femme de ménage, Brenda. Pour lutter contre l'ennui, Oliviero organise des fêtes décadentes pour les hippies locaux et humilie et maltraite Irina et Brenda devant les invités. La robe élégante qui appartenait à la mère décédée de Rouvigny et qu'il surprend portée par Irina est un élément clef du début de l'intrigue, ce qui met Rouvigny suffisamment en colère pour qu'il frappe Irina, puis la viole.
Après que sa maîtresse Fausta, une jeune étudiante et employée de librairie, a été retrouvée morte, Oliviero devient le principal suspect après avoir été dénoncé par Bartello, le patron de Fausta. L'auteur ment lorsqu'il est interrogé par la police et leur dit qu'il était en train de réparer un pneu crevé sur sa voiture au moment où Fausta a été assassinée, obligeant Irina à le couvrir. Plus tard, Irina enquête sur la prétendue crevaison dans le coffre de la voiture de son mari, mais celui-ci l'attrape et la bat. Pendant la nuit, au cours d'un violent orage, Brenda enfile la robe d'Esther alors qu'Oliviero l'espionne silencieusement. Brenda sent que quelqu'un d'autre est dans la maison et tente de s'enfuir dans sa chambre, mais elle est mortellement blessée par un tueur à l'aide d'un crochet. Irina trouve Brenda mourante qui s'effondre à ses pieds. Oliviero apparaît, regarde froidement le corps et convainc Irina de l'aider à le dissimuler pour éviter tout soupçon. Le corps de Brenda est enterré dans la cave, mais Oliviero refuse de se débarrasser de la blouse tachée de sang et demande à Irina de la laver.
Floriana, la nièce d'Oliviero, arrive soudainement de Paris pour une visite. Un sinistre homme aux cheveux gris apparaît également et semble observer les Rouvigny de loin. Plus tard, à la maison, le même homme aux cheveux gris se présente et donne à Irina un paquet de linge contenant la robe. Oliviero entre dans une colère noire après avoir cru que sa femme avait envoyé la robe au nettoyage. Il la bat et l'enferme dans un placard où Satan griffe Irina. Floriana trouve sa tante dans le placard et la libère. Irina trouve du réconfort dans les bras et le lit de Floriana, et toutes deux entament une liaison et décident de trouver un moyen de s'occuper d'Oliviero. La même nuit, le tueur frappe à nouveau et assassine une prostituée locale nommée Giovanna, qui, par coïncidence, était arrivée en ville le même jour que Floriana. La tante/mère maquerelle de la jeune fille tue l'agresseur. Le lendemain, l'inspecteur de police révèle à Oliviero que le meurtrier de Fausta et de Giovanna n'est autre que le gérant de la librairie Bartello, qui est en réalité un malade mental évadé nommé Lipori. Rouvigny l'annonce à sa femme et tente de l'étrangler. Floriana, quant à elle, a entamé une relation avec Dario, le laitier local, qui sortait auparavant avec Brenda. Après avoir assisté à une course de moto-cross à laquelle Dario participe mais qu'il est obligé d'abandonner parce que sa moto tombe en panne, Floriana est emmenée par Dario dans une vieille grange où ils font l'amour. Oliviero les espionne secrètement.
Irina attrape Satan après que le chat a tué plusieurs de ses colombes. Furieuse, elle arrache les yeux du chat avec une paire de ciseaux. Mme Molinar, la vieille dame qui ramasse les bouteilles dans la maison, en est le témoin horrifié et une Irina à moitié folle lui intime l'ordre de démissionner. Plus tard, Oliviero entre dans la chambre de Floriana et la trouve couchée dans le lit, vêtue de la robe de sa mère. Floriana révèle qu'elle savait que son oncle l'avait espionnée lorsqu'elle a couché avec Dario dans le grenier de la grange, puis elle séduit Oliviero. Le lendemain matin, Oliviero confronte Irina au sujet de la disparition de son chat et lui demande pourquoi elle a acheté de nouveaux ciseaux. N'ayant pas réussi à poignarder Irina, Oliviero la plaque au sol et la viole, Floriana étant témoin de la scène. Mme Molinar visite la ville et demande à parler au chef de la police au sujet des Rouvigny. Oliviero, Floriana et Irina se rendent au sommet d'une montagne et les deux femmes discutent de la possibilité de tuer Oliviero en le poussant du haut de la falaise. Cette nuit-là, Irina est réveillée par le son des gémissements de Satan à l'extérieur. Elle se rend dans la chambre de Floriana et entend sa nièce et Oliviero discuter d'elle. Oliviero mentionne qu'il a fait de la place dans la cave pour le corps de sa femme. Irina se précipite à l'extérieur et voit Dario rencontrer secrètement Floriana et lui demander de le rejoindre dans la matinée. Irina espionne Satan et le poursuit dans la cave où elle découvre que le cadavre de Brenda a été découvert, ce qui confirme les plans meurtriers d'Oliviero.
Irina s'approche d'Olivero, évanoui à côté de sa machine à écrire, et le poignarde violemment à mort avec les ciseaux. Après le meurtre, Floriana révèle qu'elle a regardé mais indique qu'Irina ira sûrement en prison si elle ne dissimule pas le meurtre. Floriana révèle qu'elle était à la recherche des bijoux qu'Oliviero avait cachés dans le manoir. Irina lui donne humblement les bijoux et toutes deux font l'amour une dernière fois avant que Floriana ne parte au matin. L'homme aux cheveux gris, Walter, se faufile dans la maison au petit matin et commence à écrire sur la machine à écrire d'Oliviero le mot « vendetta » à plusieurs reprises avant de s'échapper alors qu'Irina et Floriana enquêtent. Troublée par ces événements, Floriana abandonne Irina et se précipite à la rencontre de Dario. Walter apparaît et on découvre qu'il est l'amant secret d'Irina, qui se rend à la cave.
Irina révèle que c'est elle qui a tué Esther et fait tuer Brenda par Walter. Le plan initial était de convaincre Oliviero qu'il était l'assassin de Brenda et de le rendre fou, mais ses propres plans pour assassiner Irina et coucher avec Floriana l'ont obligé à changer de plan. Walter tue Floriana et Dario en jetant de l'huile sur la route alors qu'ils tentent de s'enfuir en moto, faisant croire à un accident afin de récupérer les bijoux de famille. Plus tard, Irina pousse Walter du haut d'une falaise pour s'approprier l'héritage. Lorsqu'Irina retourne au manoir, elle y trouve la police. Mme Molinar, la vieille dame, avait déposé une plainte pour cruauté envers les animaux, car elle avait vu Irina énucléer Satan. À l'intérieur du manoir, les policiers remarquent que le chat semble miauler d'agonie à l'intérieur d'un mur. En abattant le mur, ils découvrent le chat et le cadavre d'Oliviero à l'intérieur.

## Fiche technique
- Titre original : Il tuo vizio è una stanza chiusa e solo io ne ho la chiave[1]
- Titre français :  Ton vice est une chambre close dont moi seul ai la clé ou L'Œil du chat noir ou L'Escalade de l'horreur[2]
- Réalisation : Sergio Martino
- Scénario : Luciano Martino et Sauro Scavolini, d'après Le Chat noir d'Edgar Allan Poe
- Montage : Attilio Vincioni
- Musique : Bruno Nicolai
- Photographie : Giancarlo Ferrando
- Production : Luciano Martino
- Société de production : Lea Film
- Pays d'origine :  Italie
- Langue originale : italien
- Lieux de tournage : Elios Film, Rome, Latium, Italie
- Format : couleur
- Genre : giallo
- Durée : 96 minutes
- Date de sortie :
  - Italie : 18 août 1972

## Distribution
- Edwige Fenech : Floriana
- Anita Strindberg : Irina
- Luigi Pistilli : Oliviero
- Ivan Rassimov : Walter
- Angela La Vorgna : Brenda
- Enrica Bonaccorti : Hooker
- Daniela Giordano : Fausta
- Ermelinda De Felice : Madam
- Marco Mariani : libraire
- Nerina Montagnani : Molinar
- Franco Nebbia : l'inspecteur
- Riccardo Salvino : Dario
- Carla Mancini
- Bruno Boschetti